# Arrondissement Coutances
Coutances is een arrondissement van het Franse departement Manche in de regio Normandië. De onderprefectuur is Coutances.

## Kantons
Het arrondissement was tot 2014 samengesteld uit de volgende kantons:
- Kanton Bréhal
- Kanton Cerisy-la-Salle
- Kanton Coutances
- Kanton Gavray
- Kanton La Haye-du-Puits
- Kanton Lessay
- Kanton Montmartin-sur-Mer
- Kanton Périers
- Kanton Saint-Malo-de-la-Lande
- Kanton Saint-Sauveur-Lendelin

Op 22 maart 2015 werden de kantons heringedeeld op basis van het decreet van 24 februari 2014.
Op 1 januari 2017 werden de grenzen van de arrondissementen gewijzigd op basis van het decreet van 13 december 2016. Daarbij werden de gemeenten Anctoville-sur-Boscq, Bréhal, Bréville-sur-Mer, Bricqueville-sur-Mer, Cérences, Chanteloup, Coudeville-sur-Mer, Hudimesnil, La Meurdraquière, Le Loreur, Le Mesnil-Aubert, Longueville, Muneville-sur-Mer en Saint-Sauveur-la-Pommeraye afgestaan aan het arrondissement Avranches, de gemeenten Canville-la-Rocque en Denneville aan het arrondissement Cherbourg en de gemeente Le Lorey aan het arrondissement Saint-Lô. Dit laatste stond de gemeenten Auxais en Raids af aan het arrondissement Coutances.
Sindsdien omvat het arrondissement volgende kantons :
- Kanton Agon-Coutainville
- Kanton Bréhal  (deel 14/27)
- Kanton Coutances
- Kanton Créances
- Kanton Carentan-les-Marais  (deel 2/21)
- Kanton Quettreville-sur-Sienne
- Kanton Saint-Lô-1  (deel 1/10)